# Teofan (Protasiewicz)
Teofan, imię świeckie Teodozy Protasiewicz (ur. 30 października?/11 listopada 1896 w Orańczycach, zm. 5 sierpnia 1944 w Warszawie) – polski duchowny prawosławny, archimandryta, przewodniczący konsystorza diecezji warszawsko-chełmskiej w okresie międzywojennym.

## Życiorys
Urodził się 11 listopada 1896 w Orańczycach, w rodzinie Mikołaja i Heleny z Zienkowiczów. Ukończył gimnazjum w Wilnie (1914), wydział prawa Uniwersytetu w Petersburgu (1918) i Studia Teologiczne Prawosławne Uniwersytetu Warszawskiego (1927). W latach 20. i 30. XX wieku był przewodniczącym konsystorza prawosławnej diecezji warszawsko-chełmskiej i zaliczał się do najważniejszych współpracowników metropolity warszawskiego i całej Polski Dionizego. Organizował w Warszawie prawosławne liceum teologiczne i internat dla studentów wyznania prawosławnego, którym przez pewien czas kierował. Był też kierownikiem duchowym warszawskiego Bractwa Teologów Prawosławnych, posiadał godność protoprezbitera. Wieczyste śluby mnisze złożył w Ławrze Poczajowskiej 23 października 1933, przyjmując imię Teofan. Następnego dnia otrzymał godność archimandryty.
Pełnił funkcję proboszcza parafii św. Jana Klimaka w Warszawie.  W czasie II wojny światowej metropolita Dionizy kilkakrotnie wysuwał jego kandydaturę do nominacji biskupiej. Był jednak przegłosowywany przez innych członków Synodu, biskupów Hilariona i Palladiusza, Ukraińców z pochodzenia, którzy nie życzyli sobie mianowania biskupa innej narodowości niż ukraińska.
W czasie rzezi Woli został zamordowany przez hitlerowców razem z całym duchowieństwem parafii św. Jana Klimaka i dziećmi z parafialnego sierocińca 5 sierpnia 1944. Pochowany na cmentarzu prawosławnym na warszawskiej Woli (sektor 2-11-8).
Autor monografii poświęconej Ławrze Poczajowskiej i przechowywanym w niej obiektom kultu, wydanej w Warszawie w 1930.

## Ordery i odznaczenia
- Wielki Oficer Orderu Korony Rumunii (Rumunia)[2]